# Ага-хан, Садруддин
Садруддин Ага-хан (перс. صدرالّدين آغا خان‎;
17 января 1933, Париж — 12 мая 2003, Бостон) — политический и общественный деятель. Сеид (считается прямым потомком пророка Мухаммеда через его двоюродного брата и зятя Али ибн Абу Талиба и его жену Фатиму (дочь Пророка). Дядя Ага-хана IV.

## Биография

### Общий обзор жизни
Садруддин Ага-хан родился в семье Его Королевского Высочества принца Ага-хана III (48-го имама мусульманской шиитской общины исмаилитов) и принцессы Андре Ага-хан (Андре Жозефины Каррон). Образование получил в Гарвардском университете. Праправнук Фетх Али-шаха, каджарского шахиншаха Персии.

### Деятельность в международных общественных организациях
В 1958 году — советник при ЮНЕСКО по афро-азиатским проблемам.
1959—1960 — помощник Верховного комиссара ООН по делам беженцев.
1961 — исполнительный секретарь Международного комитета действий по сохранению Нубии.
1962—1965 — заместитель Верховного комиссара ООН по делам беженцев.
1965—1977 — Верховный комиссар ООН по делам беженцев.
В 1977 году создал и возглавил экологические организации «Группа Бельрив» и «Фонд Бельрив», главная задача которых - защита окружающей среды, охрана природных ресурсов, соблюдение прав человека и животных. Основная деятельность сосредоточена на осуществлении проектов по внедрению новых технологий в сельский быт развивающихся стран, реализация программ по сохранению исчезающих видов животных, развитие сотрудничества в этой области; проведение общественных дискуссий по различным проблемам науки и общества.
С 1978 года — советник Генерального секретаря ООН.
С 1983 года — сопредседатель Независимой комиссии по международным гуманитарным проблемам.
С мая 1988 года — заместитель Генерального секретаря ООН — специальный координатор программ ООН по оказанию гуманитарной и экономической помощи Афганистану.
В 1990 году назначен Личным представителем Генерального секретаря ООН по гуманитарной помощи в зоне Ирако—кувейтского конфликта.
Член Американской академии искусств и наук (1991).

### Личная жизнь
27 августа 1957 года в Швейцарии сочетался браком с Ниной Шейлой Дьер (1930—1965), моделью, бывшей женой барона Ханса Генриха фон Тиссен-Борнемиса. Она приняла ислам и получила имя Ширин. У них не было детей и они развелись в 1962 году.
В ноябре 1972 года женился на Катерине Алее Берикетти Сёрсок (род. 1938, Александрия), у них не было детей. Воспитывал её детей от первого брака: Александра, Марка и Николаса Сёрсок.

## Награды
- Рыцарь-командор ордена Британской империи (Великобритания)
- Командор ордена Почётного легиона (Франция)
- Орден Святого Сильвестра (Ватикан)
- Орден Звезды Нила (Египет)